# پوتاپالی
پوتاپالی (به انگلیسی: Puthuppally) یک منطقهٔ مسکونی در هند است که در بخش کوتایم واقع شده‌است. پوتاپالی ۲۹٬۷۷۴ نفر جمعیت دارد.